# Суперкубок Лівану з футболу 1997
Суперкубок Лівану з футболу 1997  — 2-й розіграш турніру. Матч відбувся 24 серпня 1997 року між чемпіоном Лівану клубом Аль-Ансар та володарем кубка Лівану клубом Аль-Неджмех.
| Володар Суперкубка Лівану 1997 |
| ------------------------------ |
|                                |
| Аль-Ансар Другий титул         |

## Матч

### Деталі
| 24 серпня 1997 |

| Аль-Ансар | 1:0 | Неджмех |
| --------- | --- | ------- |
|           |     |         |

| Бурдж Хаммуд, Бурдж Хаммуд |